# Дин, Марк
Марк Э. Дин (род. 2 марта 1957 года) - американский изобретатель и инженер в области компьютеров. Входил в рабочую группу разработчиков шины ISA, и возглавил рабочую группу для создания процессора с тактовой частотой 1 гигагерц. Как один из создателей персонального компьютера IBM, выпущенного в 1981 году,  имеет три из девяти патентов. В августе 2011 года, в своем блоге, заявил, что теперь использует планшетный компьютер, а не ПК.

## Ранняя жизнь
Родился в городе Джефферсон, штат Теннесси, США. Проявлял интерес к технологии и изобретениям уже в молодом возрасте.

## Образование
Получил степень бакалавра в области электротехники в университете штата Теннесси, а степень магистра в области электротехники во Флоридском Атлантическом университете и доктора философии в области электротехники в Стэнфордском университете.

## Признание
Первый афроамериканец ставший IBM Fellow, что является самым высоким уровнем технического совершенства компании. В 1997 году введён в Национальный Зал славы изобретателей.

## Карьера
В настоящее время профессор-исследователь на факультете электротехники и компьютерных наук в университете штата Теннесси. Ранее был техническим директором IBM на Ближнем Востоке и в Африке и вице-президентом IBM управляя исследовательским центром Альмаден в Сан-Хосе, штат Калифорния . Имеет более 20 патентов. Входил в команду разработчиков шины ISA для персонального компьютера. Преподаёт информатику в Гарварде.

## Внешние ссылки
- Brown, Alan S. Mark E. Dean: From PCs to Gigahertz Chips (неопр.) // The Best of Tau Beta Pi. — Tau Beta Pi.
- Dr. Mark Dean. Department of Electrical Engineering & Computer Science, The University of Tennessee Knoxville. Дата обращения: 1 июня 2017. Архивировано из оригинала 21 июня 2020 года.